# Lobatang dubitabilis
Lobatang dubitabilis – gatunek chrząszcza z rodziny karmazynkowatych i podrodziny Lycinae.
Gatunek ten opisany został w 1925 roku przez Richarda Kleine jako Leptotrichalus dubitabilis. Jako miejsce typowe wskazał on Baker na wyspie Sibuyan. W 1999 został przeniesiony do rodzaju Lobatang przez Ladislava Bocáka i Miladę Bocákovą.
Od innych przedstawicieli rodzaju wyróżnia się całkiem żółtymi pokrywami. 
Gatunek znany z Filipin.